# ديك دانيلز
ديك دانيلز (بالإنجليزية: Dick Daniels)‏ هو لاعب كرة قدم أمريكية أمريكي، ولد في 19 أكتوبر 1944 في بورتلاند في الولايات المتحدة.

## وصلات خارجية
- ديك دانيلز على موقع مرجع كرة القدم المحترفة.كوم (الإنجليزية)